# 典圜局
典圜局（てんかんきょく、전환국）は李氏朝鮮後期の1883年（高宗20年）7月に設置されて、1904年（光武8年）に廃止された造幣機関。1883年の財政危機を補正し、乱れた通貨政策を整備する目的から設立された。

## 概要
初代典圜局は、漢城（ソウル）昌徳宮の横に設置され、閔泳翊がその管理に当たった。最初に鋳造された貨幣は、當五銭貨幣である。1886年には世昌洋行を通し近代的な鋳造設備を購入する。機械、技師ともにドイツから調達し、1888年、京城の南大門内に煉瓦造り３棟から成る工場を建設した。
典圜局はその後、支援要請をドイツから日本に替えて、1892年に仁川に移転した。しかし、新貨幣発行事業を推進する開化派とそれに反対する旧守派の対立や日本側の内紛、清国からの干渉などにより新貨幣事業は頓挫、朝鮮政府は外国への委託を止め、1893年に再びソウル（現在の龍山区）の典圜局に戻り、自力での新貨幣発行を模索したが、断念した。
1883年以後、1904年に至る21年間に典圜局で鋳造した貨幣総額は18,960,658ウォン87銭であり、その中でも白銅貨は 16,743,522ウォン65銭で、鋳造総額の88%を占めた。白銅貨の濫発と偽造、日本への密輸などで国内の通貨量が急増し、貨幤価値が暴落し、物価が暴騰するなど国家財政は圧迫した。
典圜局の設立は朝鮮社会に近代的な貨幤制度を取り入れるのにある程度の先鞭をつけたが、結果としては悪貨の横行を防ぐことができなかった。1904年財政顧問に就任した目賀田種太郎により廃止され、その後日本と同等の通貨制度が導入された。

## 新貨幣発行の試み
国際社会に兌換性のない朝鮮貨幣は経済上不利なうえに、国内では悪質な私鋳銭が濫発されて物価高騰を引き起こし、朝鮮経済は危機に瀕していた。
貨幣制度の刷新のため、朝鮮政府は外交顧問のパウル・ゲオルク・フォン・メレンドルフとマイヤー商会を通じてドイツに造幣機械を発注し、技師もドイツから招いた。
1888年4月に典圜局の建物も完成し、金・銀・赤銅貨を製造し始めたが、原材料の自国産出量が少ないうえに世界的な銅価格の高騰があり、旧銭を集めて改鋳しようとしたところ、銅銭の不足と騰貴を招き、かえって経済が混乱したため、新貨幣の発行は中断された。
1891年、朝鮮国王の高宗は貨幣制度視察のため安駧寿を日本に派遣し、政治家の林有造を通じて第五十八銀行頭取で大阪府議会長の大三輪長兵衛を知り、大阪製銅の増田信之社長からは資金貸与の話も取りつけ、新貨幣発行事業を再開させた。
大三輪は朝鮮政府に対し、全権委任と典圜局以外での鋳造の禁止、旧・新貨を引き換える交換局の設置などを提案し、交換局会弁という総裁職に就任、
1892年には、交通の便のよい仁川に新しい典圜局が建設されたが、同事業委託を奪還したいドイツは銀貨と紙幣を基軸とした幣制改革を朝鮮政府に迫り、清国は宗主国に断りもなく日本に委託したことや新貨幣の「大朝鮮」の刻印は中華への侮辱であるとして事業中止と関係者の処罰を要求した。
また、平壌鋳造所の権益を持っていた閔氏（高宗の外戚）一派の反対や、日本側でも大三輪と増田の対立が起こり、
1893年1月、朝鮮政府は試運転を始めたばかりの典圜局の閉鎖を突然発表した。
同年10月、増田らから外された大三輪は交換局会弁を辞任し帰国、朝鮮政府は典圜局を再び京城に戻し、同年12月、新貨幣発行を断念した。
大韓帝国は、光武9年(1905年)から隆熙4年(1910年)まで、大阪造幣局に貨幣の製造を委託した。

## 貨幣一覧
| No. | 名称         | マーク | 国号         | 年代      | 西暦   | 典圜局     |
| --- | ------------ | ------ | ------------ | --------- | ------ | ---------- |
| 1   | 1圜銀貨      | 巴     | 大朝鮮       | 開国497年 | 1888年 | 京城典圜局 |
| 2   | 10文銅貨     | 巴     | 大朝鮮       | 開国497年 | 1888年 | 京城典圜局 |
| 3   | 5文銅貨      | 巴     | 大朝鮮       | 開国497年 | 1888年 | 京城典圜局 |
| 4   | 1圜銀貨      | 李花   | 朝鮮         | 開国502年 | 1893年 | 仁川典圜局 |
| 5   | 5両銀貨      | 李花   | 大朝鮮       | 開国501年 | 1892年 | 仁川典圜局 |
| 6   | 1両銀貨      | 李花   | 朝鮮         | 開国501年 | 1892年 | 仁川典圜局 |
| 7   | 1両銀貨      | 李花   | 朝鮮         | 開国502年 | 1893年 | 仁川典圜局 |
| 8   | 1両銀貨      | 李花   | 朝鮮         | 光武2年   | 1898年 | 仁川典圜局 |
| 9   | 2銭5分白銅貨 | 李花   | 大朝鮮       | 開国501年 | 1892年 | 仁川典圜局 |
| 10  | 2銭5分白銅貨 | 李花   | 朝鮮         | 開国502年 | 1893年 | 仁川典圜局 |
| 11  | 2銭5分白銅貨 | 李花   | 朝鮮         | 開国503年 | 1894年 | 仁川典圜局 |
| 12  | 2銭5分白銅貨 | 李花   | 大朝鮮       | 開国504年 | 1895年 | 仁川典圜局 |
| 13  | 2銭5分白銅貨 | 李花   | 朝鮮         | 開国504年 | 1895年 | 仁川典圜局 |
| 14  | 2銭5分白銅貨 | 李花   | 朝鮮         | 開国505年 | 1896年 | 仁川典圜局 |
| 15  | 2銭5分白銅貨 | 李花   | 大韓         | 光武元年  | 1897年 | 仁川典圜局 |
| 16  | 2銭5分白銅貨 | 李花   | 大韓         | 光武2年   | 1898年 | 龍山典圜局 |
| 17  | 2銭5分白銅貨 | 李花   | 大韓(大字)   | 光武3年   | 1899年 | 龍山典圜局 |
| 18  | 2銭5分白銅貨 | 李花   | 大韓(小字)   | 光武3年   | 1899年 | 龍山典圜局 |
| 19  | 2銭5分白銅貨 | 李花   | 大韓         | 光武4年   | 1900年 | 龍山典圜局 |
| 20  | 2銭5分白銅貨 | 李花   | 大韓         | 光武5年   | 1901年 | 龍山典圜局 |
| 21  | 5分銅貨      | 李花   | 大朝鮮(小字) | 開国501年 | 1892年 | 仁川典圜局 |
| 22  | 5分銅貨      | 李花   | 朝鮮(大字)   | 開国502年 | 1893年 | 仁川典圜局 |
| 23  | 5分銅貨      | 李花   | 朝鮮(小字)   | 開国502年 | 1893年 | 仁川典圜局 |
| 24  | 5分銅貨      | 李花   | 朝鮮         | 開国503年 | 1894年 | 仁川典圜局 |
| 25  | 5分銅貨      | 李花   | 大朝鮮(大字) | 開国504年 | 1895年 | 仁川典圜局 |
| 26  | 5分銅貨      | 李花   | 朝鮮(小字)   | 開国504年 | 1895年 | 仁川典圜局 |
| 27  | 5分銅貨      | 李花   | 朝鮮(小字)   | 開国505年 | 1896年 | 仁川典圜局 |
| 28  | 5分銅貨      | 李花   | 大朝鮮(大字) | 開国505年 | 1896年 | 仁川典圜局 |
| 29  | 5分銅貨      | 李花   | 大韓(大字)   | 光武2年   | 1898年 | 仁川典圜局 |
| 30  | 5分銅貨      | 李花   | 大韓(中字)   | 光武2年   | 1898年 | 仁川典圜局 |
| 31  | 5分銅貨      | 李花   | 大韓(小字)   | 光武2年   | 1898年 | 仁川典圜局 |
| 32  | 5分銅貨      | 李花   | 大韓(小字)   | 光武3年   | 1899年 | 仁川典圜局 |
| 33  | 5分銅貨      | 李花   | 大韓(小字)   | 光武6年   | 1902年 | 龍山典圜局 |
| 34  | 1分黄銅貨    | 李花   | 大朝鮮       | 開国501年 | 1892年 | 仁川典圜局 |
| 35  | 1分黄銅貨    | 李花   | 朝鮮         | 開国502年 | 1893年 | 仁川典圜局 |
| 36  | 1分黄銅貨    | 李花   | 大朝鮮       | 開国504年 | 1895年 | 仁川典圜局 |
| 37  | 1分黄銅貨    | 李花   | 朝鮮         | 開国504年 | 1895年 | 仁川典圜局 |
| 38  | 1分黄銅貨    | 李花   | 大朝鮮       | 開国505年 | 1896年 | 仁川典圜局 |
| 39  | 鷲半圜銀貨   | 李花   | 大韓         | 光武5年   | 1901年 | 龍山典圜局 |
| 40  | 鷲5銭白銅貨  | 李花   | 大韓         | 光武6年   | 1902年 | 龍山典圜局 |
| 41  | 鷲1銭銅貨    | 李花   | 大韓         | 光武6年   | 1902年 | 龍山典圜局 |